# 붉은사막 (비디오 게임)
붉은사막(Crimson Desert)은 펄어비스(Pearl Abyss)에서 개발 중인 오픈 월드 액션 어드벤처(open world action-adventure) 게임으로, 콘솔과 PC로 출시 예정이다.

## 개요
광대한 파이웰 대륙의 용병들이 생존을 위해 싸우는 이야기를 사실적인 캐릭터와 컷신으로 그려낸 작품. 전쟁으로 물든 중세 판타지 세계를 배경으로, 처절한 용병들의 이야기를 그리고 있으며 ‘용병들의 피로 써내려가는 서사시(A Saga written in Blood)’라는 부제를 가지고 있다.
메인 캐릭터는 ‘마티누스의 아들 맥더프’(Martinus’s Son, Macduff)로 작은 용병단의 리더. 용병단의 리더로서 점점 커져가는 책임감과, 과거의 트라우마 사이에서 고민하고 갈등하는 캐릭터로 묘사된다.
대륙을 질주하는 영웅이 아니라, 하나 하나 드라마를 가진 각각의 캐릭터들의 피와 눈물을 담고 있는 게임. 각각의 캐릭터는 각각의 개성과 스토리를 가지고 있으며, 이런 부분이 플레이 성향과 스킬, 장비, 무기에 영향을 미치게 된다. 맥더프 용병단 외에도 다른 용병단들이 존재하며 각각의 스토리와 성향, 생존 목표를 가지고 있다.

## 개발
검은사막의 세계에 존재하는 거대한 사막의 이름에서 모티브를 가져왔다. 처음에는 검은사막 이전의 과거의 시대를 그리고자 했으나, 개발이 거듭되면서 붉은사막만의 개성과 오리지널리티가 생겨나면서, 결국 새로운 대륙, 새로운 서사, 새로운 캐릭터가 탄생하게 되었다.
펄어비스의 창립자인 김대일 의장이 총괄 프로듀서로 개발을 이끌고 있으며, '릴 온라인' 디렉터였던 정환경 프로듀서와 '릴 온라인', 'C9' 액션을 책임졌던 이성우 프로듀서, 'C9'과 '검은사막' 개발을 담당했던 채효석 액션 디렉터가 주요 개발진이다.

## 역사
- 2019년 11월 7일 게임명이 최초로 공개되었다.
- 2019년 11월 14일 지스타 2019에서 진행된 펄어비스 커넥트 2019 (Pearl Abyss Connect 2019) 행사를 통해 공식 트레일러가 최초로 공개되었다.[1]
- 2019년 12월 12일 공식 홈페이지를 통해 스토리 소개 및 신규 스크린샷이 공개되었다.[2]
- 2020년 12월 3일 심볼 애니메이션이 공개되었다.[3]
- 2020년 12월 10일 더 게임 어워드 (The Game Awards 2020) 행사를 통해 게임 플레이 트레일러가 공개되었다.[4]